# JEWELS選手一覧
JEWELS選手一覧（ジュエルスせんしゅいちらん）とは、女子総合格闘技イベント「JEWELS」に出場した選手の一覧。

## 主な出場選手
- 赤野仁美
- 朱里
- ASAKO
- AZUMA
- アミバ（大矢裕子）
- アリカ（大浜芳美）
- 亜利弥’
- anna
- 石岡沙織
- 石川菊代
- 市井舞
- 井上由美子
- エミNFC
- 江本敦子
- 及川千尋
- 大石ゆきの
- 岡加奈子
- 小川あけみ
- 奥村ユカ
- 尾関煌
- 鹿児島陽子
- 葛西むつみ
- 上遠野真由美
- 金子和美
- 金子真理
- 亀田聡子
- 北村ヒロコ
- 黒部三奈
- 小寺麻美
- 小林華子
- 坂本ひとみ
- 佐々木絹加
- SACHI
- SARAMI
- 志田光
- SHIHO
- 杉山しずか
- 関友紀子
- 高橋藍
- 高見明子
- 瀧本美咲
- 武田美智子
- 玉田育子
- 超弁慶
- 富樫祥子
- 富田美里
- 富田里奈
- 富松恵美
- トモコSP
- 長野美香
- 能村さくら
- 浜崎朱加
- HARI
- HARUMI
- 比嘉麻美
- HIROKO
- 藤井惠
- まゆ
- 深岬パトラ（小澤深岬）
- 魅津希
- MIYOKO
- 村田恵実
- 森居知子
- 森藤美樹
- 八木沼志保
- 藪下めぐみ
- 山田純琴
- 山田よう子
- 湯浅麗歌子
- 吉田正子
- 吉田実代
- レーナ
- サリー・クラムディアック
- モーリー・ヘイゼル
- シャノン・フーパー
- ハム・ソヒ
- イ・ハンソル
- アレクサンドラ・サンチェス
- エスイ
- リサ・ニュートン
- セリーナ